# Lukas Sulzbacher
Lukas Sulzbacher (Tulln an der Donau, 6 aprile 2000) è un calciatore austriaco, centrocampista dello WSG Tirol.

## Carriera

### Club
Cresciuto nel settore giovanile del Rapid Vienna, debutta in prima squadra il 3 dicembre 2020, in occasione dell'incontro di Europa League perso per 4-1 contro l'Arsenal. Il 12 maggio 2021 debutta anche in Bundesliga, disputando l'incontro perso per 2-0 contro il Salisburgo. Nel 2022 viene acquistato dallo Template:Calcio WSG Tirol 2022.

### Nazionale
Ha rappresentato le nazionali giovanili austriache.

## Statistiche

### Presenze e reti nei club
Statistiche aggiornate al 23 aprile 2023.
| Stagione               | Squadra                | Campionato             | Campionato | Campionato | Coppe nazionali | Coppe nazionali | Coppe nazionali | Coppe continentali | Coppe continentali | Coppe continentali | Altre coppe | Altre coppe | Altre coppe | Totale | Totale |
| Stagione               | Squadra                | Comp                   | Pres       | Reti       | Comp            | Pres            | Reti            | Comp               | Pres               | Reti               | Comp        | Pres        | Reti        | Pres   | Reti   |
| ---------------------- | ---------------------- | ---------------------- | ---------- | ---------- | --------------- | --------------- | --------------- | ------------------ | ------------------ | ------------------ | ----------- | ----------- | ----------- | ------ | ------ |
| 2018-2019              | Rapid Vienna II        | RL                     | 19         | 0          |                 | -               | -               |                    | -                  | -                  |             | -           | -           | 19     | 0      |
| 2019-2020              | Rapid Vienna II        | RL                     | 17         | 1          |                 | -               | -               |                    | -                  | -                  |             | -           | -           | 17     | 1      |
| 2020-2021              | Rapid Vienna II        | 1L                     | 25         | 1          |                 | -               | -               |                    | -                  | -                  |             | -           | -           | 25     | 1      |
| 2021-2022              | Rapid Vienna II        | 1L                     | 20         | 1          |                 | -               | -               |                    | -                  | -                  |             | -           | -           | 20     | 1      |
| Totale Rapid Vienna II | Totale Rapid Vienna II | Totale Rapid Vienna II | 81         | 3          |                 | -               | -               |                    | -                  | -                  |             | -           | -           | 81     | 3      |
| 2020-2021              | Rapid Vienna           | BL                     | 1          | 0          | CA              | 0               | 0               | UCL+UEL            | 0+1                | -                  |             | -           | -           | 2      | 0      |
| 2021-2022              | Rapid Vienna           | BL                     | 1          | 0          | CA              | 1               | 0               | UCL+UEL+UECL       | 0+2+0              | -                  |             | -           | -           | 4      | 0      |
| Totale Rapid Vienna    | Totale Rapid Vienna    | Totale Rapid Vienna    | 2          | 0          |                 | 1               | 0               |                    | 3                  | 0                  |             | -           | -           | 6      | 0      |
| 2022-2023              | WSG Tirol              | BL                     | 23         | 1          | CA              | 2               | 0               |                    | -                  | -                  |             | -           | -           | 25     | 1      |
| Totale carriera        | Totale carriera        | Totale carriera        | 106        | 4          |                 | 3               | 0               |                    | 3                  | 0                  |             | -           | -           | 112    | 4      |